# Antoon van den Heuvel

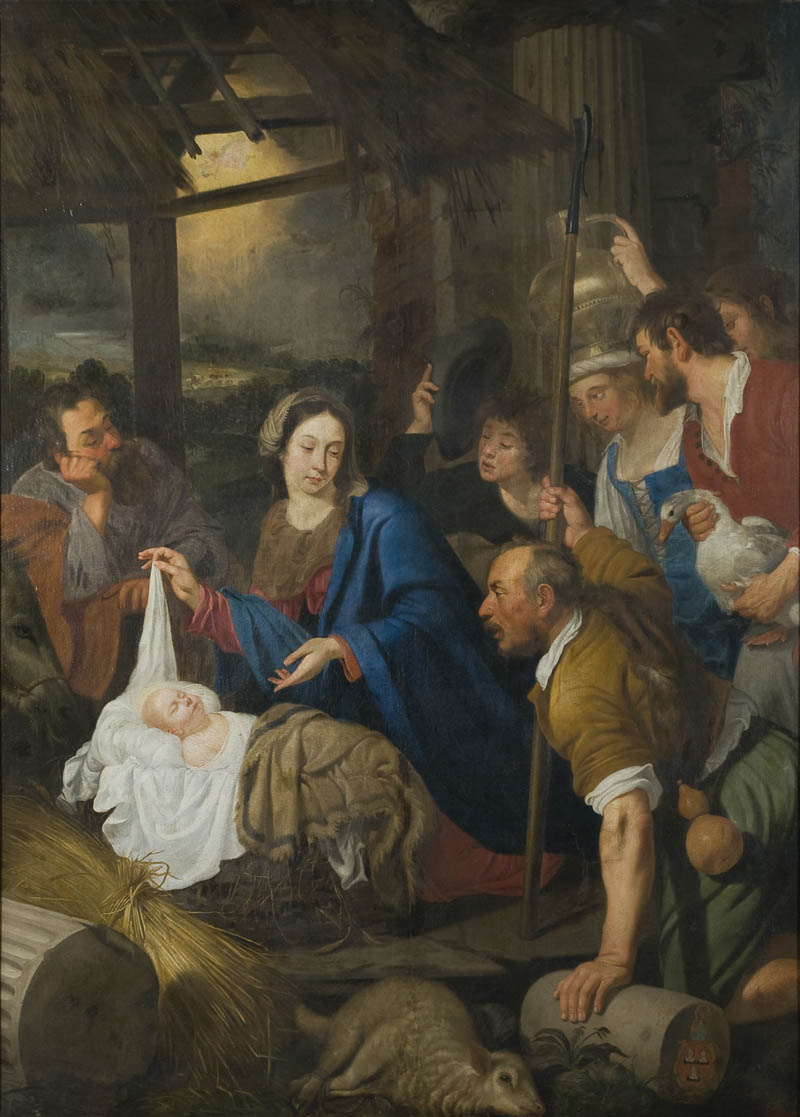
Adoración de los pastores, óleo sobre lienzo, 257,5 x 187 cm, Museo de Bellas Artes de Gante.

Antoon o Antoine van den Heuvel (c. 1600-1677) fue un pintor barroco flamenco activo en Gante, especializado en pintura religiosa de gran formato con destino a los altares.
Nada se sabe de su vida antes de 1628 cuando ingresó como maestro pintor en el gremio de Gante, declarando haber vivido los diez años anteriores en Amberes y Roma. Establecido en Gante desde ese momento y ya sin interrupciones hasta su fallecimiento, el 5 de agosto de 1677, recibió numerosos encargos de las iglesias de aquella ciudad y sus alrededores.
Aunque relacionado con el llamado caravaggismo de Gante y cercano a Jan Janssens, la pintura de Van den Heuvel se caracteriza no tanto por el claroscuro como por la utilización de colores brillantes duramente contrastados, prescindiendo de las suaves transiciones de la luz a la sombra e incorporando a la experiencia caravaggista las influencias del clasicismo de los Carracci, que pudo conocer en su estancia italiana.